# Бранко Крсмановић
Бранко Крсмановић (Доња Мутница, код Параћина, 3. октобар 1915 — Космај, 8. август 1941) био је револуционар, учесник Шпанског грађанског рата и Народноослободилачке борбе и народни херој Југославије.
Студирао је агрономију у Прагу, где се дружио са југословенским студентима, који су припадали омладинском револуционарном покрету и преко њих се заинтересовао за комунистичке идеје. У јесен 1936. године је постао члан Комунистичке партије Југославије (КПЈ), а јануара 1937. године, заједно са групом југословенских студената из Прага, је отишао у Шпанију, где се у редовима Интернационалних бригада борио против фашизма.
Током рата је стекао чин капетана и налазио се на разним одговорним дужностима у 129. интернационалној бригади. Јануара 1939. године је поломио ногу, па је с групом рањеника био пребачен на лечење у Француску. Након оздрављења, Бранко је био затворен у концентрационим логорима, које су француске власти формирале у лето 1939. године за шпанске добровољце. Почетком 1941. године је успео да се врати у Југославију, али је одмах био ухапшен. Након месец дана је био протеран у Параћин, где је био под полицијским надзором.
Након окупације Југославије, маја 1941. године постао је члан Војног комитета при Покрајинском комитету КПЈ за Србију. Активно је радио на организовању устанка, обилазећи многа места у Поморављу. Крајем јуна 1941. постао је члан Штаба НОП одреда Србије и учествовао је у формирању првих партизанских одреда у Србији. Почетком августа 1941. године налазио се у Штабу Космајског партизанског одреда. Непосредно пред полазак за Ваљево, 8. августа 1941. године на Космају га је затекла једна од првих окупаторских операција против устаничких снага, у којој је погинуо заједно са Миливојем Радосављевићем.
За народног хероја проглашен је 9. маја 1945. године.

## Биографија

### Детињство и младост
Рођен је 3. октобра 1915. године у селу Доња Мутница, код Параћина. Потицао је из богате земљорадничке породице, а његови родитељи Драгутин и Вела Крсмановић имали су још двоје старије деце — сина Чедомира и ћерку Наталију. До поласка у основну школу Бранко је највише времена проводио са бабом Живком, пошто су његови родитељи били заузети радовима на великом имању. Кућа Крсмановића у Доњој Мутници утврђена је као споменик културе. Године 1921. пошао је у родном месту у основну школу и ту је завршио два разреда, пошто се породица 1923. године преселила у Параћин, где су његови родитељи отворили кафану. Ту је завршио основну школу и 1925. године уписао четвороразредну гимназију „Вук Караџић“. Бранко је припадао последњој генерацији ученика ове гимназије, јер је по његовом завршетку четвртог разреда, 1929. године гимназија у Параћину била угашена, а њен рад је обновљен тек 1935. године.
Даље школовање наставио је у гимназији у Јагодини, где је завршио пети разред, а потом је прешао у гимназију у Ћуприји, где је завршио шести и седми разред. Још у нижим разредима гимназије Бранко се посветио писању песама, углавном љубавног и социјалног садржаја, а био је активан и у литерарној дружини „Омладинац“, која се налазила под утицајем тада илегалног Савеза комунистичке омладине Југославије (СКОЈ). Касније у вишим разредима гимназије Бранко је почео да чита дела Светозара Марковића, Максима Горког, Николаја Чернишевског, Џека Лондона, као и стихове Владимира Мајаковског и Косте Абрашевића.
У току седмог разреда гимназије написао је приповетку „Социјалист“, у којој је оживео сећања свог стрица Тодора, који је током боравка у Француској припадао социјалистима. Писање ове приповетке узнемирило је наставнике, јер је у то време владала велика борба против појаве „комунизма“ у школству. Такође, Бранко је учествовао у формирању омладинског друштва „Скаутски стег“, које је било нека врста против теже режимској соколској организацији. Ово друштво се веома брзо проширило на радничку и занатлијску омладину. Све ово је изазвало нетрпељивост једног дела професора према Бранку и он није успео да заврши осми разред гимназије. Када је септембра 1933. године поново уписао осми разред, школској управи је стигло анонимно писмо у коме је писало да се Бранко залаже за антидржавне идеје и да се дружи с комунистима, па је због свега овога био приморан да се испише из ове гимназије и пређе у гимназију у Књажевцу.
Током боравка у Књажевцу, Бранко је поред учења, наставио са друштвеним радом. Био је активан у литерарној дружини и скаутској организацији. Такође, током боравка у Књажевцу, Бранко је доживео и своју прву велику љубав са Вером Миленковић, студенткињом Правног факултета. Бранко је од Вере добио сазнања о активном револуционарном студентском покрету на Београдском универзитету и борби студената за своја права. После завршене матуре, Бранко се вратио кући у Параћин са размишљањима о свом будућем студирању. Неколико дана боравио је у Скопљу, у посети сестри Наталији, а након повратка кући, определио се за студије агрономије, јер је имао велику љубав према селу и пољопривреди. Пошто је желео да студира у новој средини, одлучио се за Прашки универзитет.

### Студије у Прагу
У Прагу, главном граду у то време по демократском поретку познате Чехословачке, налазило се око 350 студената из Југославије. Разлози југословенских студената за одлазак у Праг били су разни, али су најчешће преовлађивала три — са завршеном средњом школом нису се могли уписати ни на један од Универзитета у Краљевини Југославији; студије музике и сликарства у Прагу су тада држали веома познати и признати професори и многим студентима је због припадности револуционарном покрету било онемогућено или отежано школовање у земљи. Бранко је у Прагу 1934. године уписао агрономију и студирао је на Факултету пољопривредног и шумарског инжењерства Чешког техничког универзитета. Становао је у студентском дому „Александров колеџ“, који је изградила чехословачка влада у знак пријатељства с Краљевином Југославијом. У њему је тада живело око 120 студената из Југославије и око 60 чешких студената. Бранко је био у истој соби са Вељком Влаховићем, такође студентом технике и касније познатим југословенским револуционаром. Међу југословенским студентима, с којима се Бранко дружио истичу се — Ратко Павловић Ћићко, Лазар Удовички, Ахмет Фетахагић, Милан Вукић, Мехо Куртагић, као и Иво Вејвода и његова сестра Вера Вејвода, са којом је Бранко био у љубавној вези.
По доласку у Праг, Бранко је велики труд уложио да што пре савлада чешки језик, а потом се веома активно укључио у студентски друштвени живот. Био је члан Друштва југословенских пољопривредних техничара, које је једно од првих подигло глас против прописа у Југославији, који су забрањивали ученицима средњих школа да уписују факултете, јер је ова одредба дискриминисала велики број сиромашних ученика, који нису имали пара за студирање у иностранству. Често је навраћао у студентски дом „Страховка”, где се дружио са студентима који су били чланови Академског друштва „Матија Губец”, које је окупљало студенте из Југославије. Чланови овог друштва држали су предавања из историје социјализма, дијалектичког и историјског материјализма, а поред тога они су дискутовали и о актуелним политичким питањима у Југославији и свету, па се Бранко под њиховим утицајем, прикључио групи револуционарних студената.
Нако завршетка прве године студија, у лето 1935. године Бранко је распуст провео у Параћину у посети родитељима. Тада је обишао своје другове из Параћина, Ћуприје и Јагодине и са њима причао о Прагу, његовој историји и лепоти, о слободарским идејама грађана и дружењу с њима, а нарочито о револуционарном раду југословенских студената у Прагу, њиховим клубовима и удружењима, као и о забрањеним књигама до којих се у Чехословачкој лакше долазило. На путу за Праг, септембра 1935. године неколико дана се задржао у Београду, а потом је са групом другова, такође студената, бродом отпловио до Братиславе одакле је отишао у Праг. На почетку нове школске године, октобра 1935. године Бранко је био један од првих потписника Прогласа југословенских студената у Чехословачкој упућеног студентима у Југославији. Истог месеца у Академском дому је био одржан велики збор југословенских студената у Прагу на коме су се они изјаснили за демократску Југославију. Међу говорницима на овом збору био је и Бранко Крсмановић.
На Свестудентској скупштини југословенских друштава у Прагу, одржаној 14. фебруара 1936. године донета је Резолуција која је била упућена Министарству просвете Краљевине Југославије. У овој Резолуцији прашки студенти су подржали револуционарне студенте Београдског универзитета у борби за њихове захтеве и права. У току лета 1936. године, пред отварање Светског омладинског конгреса у Женеви, Бранкови другови Вељко Влаховић и Ратко Павловић су радили на састављању брошуре „Сви за мир — мир за све”, а септембра исте године Вељко Влаховић и Лазар Удовички су учествовали на Светском омладинском конгресу, као део југословенске делегације, коју је предводио Иво Лола Рибар. На годишњој скупштини Академског друштва „Југославија“, које је још 1914. године основао књижевник Јован Скерлић и које је окупљало сва стручна и завичајна удружења југословенских студената у Прагу, одржаној почетком октобра 1936. године изабран је нови Управни одбор чији је председник био Ратко Павловић Ћићко, а један од чланова Управног одбора је био и Бранко Крсмановић. Такође, Бранко је био изабран и за председника студентске самоуправе у студентском дому „Александров колеџ“, где се залагао за већа студентска права.
У јесен 1936. године, на предлог Вељка Влаховића, Бранко је био примљен у чланство Комунистичке партије Југославије (КПЈ). У то време, југословенски студенти-комунисти у Прагу су имали две партијске ћелије. Прву ћелију су сачињавали студенти из „Александар колеџа” — Вељко Влаховић, Лазар Удовички, Марко Спахић, Бранко Крсмановић и Ратко Павловић, као секретар, док су другу ћелију сачињавали студенти ван овог дома, међу којима су били — Илија Енгел, Оскар Данон, Иво Вејвода, Адела Бохуницки и Зора Гаврић. Након пријема у КПЈ, Бранко је почео озбиљније да проучава марксистичку литературу, у чему су му значајно помагали Вељко и Ратко. Иако су студенти комунисти у Прагу били у много бољем положају, него студенти комунисти у Југославији, њиховом политичком деловању је главна сметња била чешка полиција, која је због сталних захтева југословенских власти и Југословенског посланства у Прагу, често претресала собе и држала под присмотром известан број студената из Југославије. Једном приликом, када је чешка полиција код студента Ивана Јакшића пронашла партијски материјал, који је био намењен за штампање у листу „Пролетер“, органу ЦК КП Југославије, чија се техника од 1934. године налазила у Прагу, било је приведено 36 студената, међу којима је био и Бранко.

### Пут за Шпанију
Јула 1936. године у Шпанији је дошло до војне побуне, која је убрзо прерасла у грађански рат. Генерал Франциско Франко, уз помоћ војске и фашистичких паравојних формација из Италије и Немачке, новембра 1936. године је кренуо на Мадрид. За то време Уједињено Краљевство и Француска су се држали по страни, не желећи да изазивају немачког канцелара Адолфа Хитлера. Шпанска република се тешко борила са фашистичком побуном, па је њена влада, састављена од социјалиста и комуниста, септембра исте године позвала све антифашисте да се у редовима Интернационалних бригада придруже шпанском народу у борби против фашизма. Новембра 1936. године у листу „Пролетер“ био је објављен чланак Јосипа Броза Тита, у коме је он у име Централног комитета КП Југославије позвао све комунисте и антифашисте да се укључе у одбрану Шпанске републике.
Бранко и његови другови пратили су са интересовањем дешавања у Шпанији и одлучили су да се одазову позиву шпанске владе и ЦК КПЈ и да учествују у борби против фашизма. Након Титовог чланка у „Пролетеру”, децембра 1936. године они су се обратили ЦК КПЈ са жељом да се прикључе борби шпанског народа. Након сагласности руководства КПЈ, у Прагу је отпочела акција за добровољни одлазак југословенских студената у Шпанију, којом су руководили Вељко Влаховић и Ратко Павловић. Иако је велики део јавности у Чехословачкој био отворено на страни шпанског народа, прикупљање добровољаца за одлазак у Шпанију се строго кажњавао. Такође, забрана одласка добровољаца је важила и у другим европским земљама укључујући Француску, преко које се морало проћи на путу ка Шпанији. Пошто је предстојећи пут био веома дуг и опасан, руководиоци акције су знали да се мора добро испланирати. Главни део агитације изведен је за време заједничког одмора на Крконошама, од 20. до 30. децембра, коме је присуствовало и око тридесетак југословенских студената из Прага. Пошто је већина учесника одмора, као и део другова из Прага, прихватила позив за одлазак у Шпанију, убрзо је формирана група од 25 људи.
У Шпанију су отишли у три групе. Прва група је отишла почетком јануара, за време божићног распуста, а друга најбројнија група, у којој је било њих петнаест — Вељко Влаховић, Ратко Павловић Ћићко, Мирко Ковачевић, Иван Турк, Лазар Латиновић, Илија Енгел, Анђелко Радошевић, Мирко Хорват, Сигберт Бастијанчић, Ахмет Фетахагић, Рудолф Јанхуба, Матија Шипрак, Лазар Удовички, Ратко Вујовић Чоче и Бранко Крсмановић, је отишла 25. јануара. Како не би били сумњиви властима, путовали су преко туристичке агенције, као студентска екскурзија која је ишла за Париз, на студентску изложбу. Новац за путовање су добили из Југославије из фондова КПЈ. Путовање кроз Трећи рајх је било веома рискантно, јер је Гестапо на свакој станици мотрио на „сумњиве путнике“ који би можда могли путовати у Шпанију. По доласку у Париз, 27. јануара обратили су се „партијској вези” односно Лабуду Кусовцу, који је радио у седишту француских синдиката, где је био центар за добровољце. Током неколико дана, колико су се задржали у Паризу, Бранков друг Вељко Влаховић је написао „Апел југословенској омладини“ у коме их је позвао да се придруже борби шпанског народа. Из Париза су возом кренули за Перпињан, град на југу Француске одакле су се аутобусима пребацили до границе, где су их прихватили припадници Народне републиканске армије.

### Шпански грађански рат
Након доласка у Шпанију, Бранко и његови другови су неколико дана боравили у Фигерасу, градићу на шпанско-француској граници и за то време су изводили војну обуку, пошто већина њих није служила војску и није имала никакво војничко искуство. Након пет дана су пошли за Албасете, где се налазио центар Интернационалних бригада. Тамо су били упућени у оближње село Махору, где је формиран Интернационални батаљон „Георги Димитров“. Убрзо након тога су кренули на фронт у прве борбе, које су вођене у близини Мадрида, на реци Харами, десној притоци реке Тахо. Тешке борбе вођене су од 6. до 28. фебруара 1937. године против Франкових снага које су имале за циљ да пресеку железничку пругу Мадрид—Валенсија и на тај начин с југа опколе Мадрид. Батаљон „Димитров” стигао је на фронт 12. фебруара, а током следећа два дана вођене су најтеже борбе, које су се непрекидно смењивале дању и ноћу. Због јаког напада артиљерије, борци батаљона „Димитров” морали су се повући. Приликом повлачења, била су рањена тројица прашких студената — Мирко Хорват, Ратко Павловић и Вељко Влаховић, који је био тешко рањен и изгубио је ногу.
Због храбрости и истицања у првим борбама, Бранко је заједно са Мирком Ковачевићем и Лазаром Латиновићем, почетком априла 1937. године био упућен на двомесечни официрски курс у Посорубију, након кога је добио чин потпоручника Шпанске републиканске армије. Након завршетка курса, јуна 1937. године Бранко и Лазар Латиновић су посетили Вељка Влаховића, који се опорављао у болници у граду Аликанте. Крајем јуна Бранко је био постављен за политичког комесара противтенковске батерије, која је била састављена углавном од добровољаца из Југославије, а чији је командант био Бранков друг Мирко Ковачевић. Убрзо потом, батерија је била упућена на мадридски фронт, где је учествовала у операцији заузимања градића Брунете. Ове борбе су биле веома тешке и током њих је одбијено неколико непријатељских противнапада. Од стране партијског комитета Противтенковске батерије, Бранко је као награду за истицање у овим борбама, био предложен за чланство у Комунистичкој партији Шпаније, у коју је примљен 1. августа 1937. године. Након ове операције на мадридском фронту, Бранкова противтенковска батерија је од 24. августа до 6. септембра учествовала Сарагонској бици. Нарочито тешке су биле борбе приликом заузимања града Кинта, а потом борбама код Сарагосе и Белчите. Након ових борби, противтенковска батерија је била повучена на краћи одмор у Сампер де Каланду, где је изводила обуку. Овде су батерију посетили — Божидар Масларић, нови представник ЦК КПЈ у Шпанији, који је ову дужност преузео након погибије Благоја Паровића и Родољуб Чолаковић, члан ЦК КПЈ, кога је генерални секретар КПЈ Јосип Броз Тито послао из Париза да обиђе југословенске добровољце.
Када је у октобру 1937. године, Републиканска армија обуставила офанзиву на Сарагосу, Интернационалне бригаде су повучене на одмор, па је Бранкова противтенковска батерија тада скоро два месеца провела у Алманаси и Денију. Боравак у Денију, градићу на Средоземном мору посебно је пријао исцрпљеним борцима. Ово време је поред одмора и опоравка бораца, искоришћено за попуну људством и реорганизацију јединица. Фебруара 1938. године била је формирана 129. интернационална бригада у чији су састав ушли — батаљон „Георги Димитров”, батаљон „Томаш Масарик” и батаљон „Ђуро Ђаковић”, као и југословенска противтенковска батерија. За храбро држање и исказану способност у борбама, Бранко је 12. априла 1938. године био унапређен у чин капетана, а у јуну је био постављен за војног инструктора у 129. интернационалној бригади. Током обављања ове дужности, стално је обилазио јединице, водио бригу о борцима, држао предавања и обучавао војнике.
У лето 1938. године био је изабран за секретара бригадног комитета и пребачен у Штаб бригаде. Убрзо потом, бригада је била на краћем одмору, који је Бранко искористио за састанак са свим политичким комесарима батаљона, секретарима батаљонских комитета и руководиоцима бригаде, након чега је одржао Конференцију са свим комунистима из бригаде, којих је било око 200. Бранко је током Конференције одржао говор у коме је указао на рад пете колоне и нагласио да Шпанска република има довољно снаге за отпор и да нема места деморализацији, која је наступила код појединаца након пада Кастељона. Ова Конференција је представљала велики подстрек за даљи политички рад у батаљонима, као и за нове борбе које су биле вођене. Поред обавеза, које је имао у Штабу бригаде, Бранко је често посећивао своје саборце у противтенковској батерији, а неретко је с њима учествовао и у борбама. Средином јула вођена је тешка борба за освајање брда Пења Марка, која је остала упамћена по великим губицима. Ипак Бранку је посебно тешко пала смрт студента Ђоке Ковачевића (1912—1938), који је био политички комесар батаљона „Ђуро Ђаковић” и на чијој је сахрани августа 1938. године одржао опроштајни говор.
Средином 1938. године у Друштву народа се водила дискусија око напуштања свих страних трупа из Шпаније. Нацистичка Немачка и Фашистичка Италија су тада уценили Друштво народа да ће помоћ генералу Франку обуставити, ако се из Шпаније повуку припадници Интернационалних бригада. Влада Шпанске републике је пристала на ове услове и при Друштву народа је била формирана посебна Комисија, која је надгледала повлачење добровољаца. Током септембра и октобра 1938. године са свих фронтова у Шпанији су биле повучене Интернационалне бригаде, а у Барселони је 26. октобра 1938. године направљен величанствен испраћај интербригадистима на коме је говорила Долорес Ибарури легендарна „Ла Пасионарија“. Након повлачења, сви борци Интернационалних бригада су повучени на шпанско-француску границу у близину Фигераса, одакле су чекали да им матичне државе допусте да се врате у земљу. Југословенски добровољци су се углавном налазили у Каталонији, одакле су били били пребачени у градић Љерс, где су се ускоро окупили сви југословенски добровољци из читаве Шпаније.
Влада Краљевине Југославије је свим југословенским добровољцима била одузела држављанство и забранила повратак у земљу, па се њихово чекање на повратак у земљу одужио. Током боравка у Љерсу, добровољци су организовали разне курсеве, као и разне секције — певачке, глумачке и др, а затим су припремане и разне приредбе. Деловао је и актив предавача, а предавања је најчешће држао Ратко Павловић Ћићко, мада је међу предавачима био и Бранко Крсмановић. У међувремену, крајем децембра 1938. године, Франкове снаге су извеле јак напад на републиканску армију, у намери да заузму Барселону. Интербригадисти, који су били повучени, с пажњом су пратили догађаје схвативши да је шпанска влада изиграна. Након што је постало евидентно да Немачка и Италија нису испунили договор, постигнут пред Друштвом народа, преостали борци Интернационалних бригада су се поново ставили на располагање Народној републиканској армији. Југословенски добровољци су се такође пријавили за одлазак на фронт, па су половином јануара 1939. године поново били формирани батаљон „Георги Димитров“ и батаљон „Ђуро Ђаковић“. Пошто је међу југословенским добровољцима било доста официра формирана је и посебна Официрска чета, у којој се налазио и Бранко Крсмановић, који се налазио у воду, на чијим челу је био Влајко Беговић.
Вод у коме је био Бранко добио је задатак да држи око 400 метара фронта, а пошто је имао мало људи за тако широк фронт, они су се често појављивали на разним местима, како би непријатељ помислио да их има знатно више. Једне ноћи док су патролирали, група у којој је био Бранко је изгубила везу са јединицом. Ходали су по мраку, па се Бранко оклизнуо низ једну оштру литицу, пао у дубоку провалију и сломио ногу. Другови су уз доста напора, савлађујући литицу и ноћ, успели да дођу до Бранка и извуку га. Бранков друг из Прага, Лазар Удовички га је узео на леђа и носио до амбуланте. Тамо му је нога стављена у гипс и пребачен је у болницу, где је остао око месец дана. Фебруара 1939. године једним француским бродом је био пребачен у Марсељ, где је извесно време провео у болници.

### Боравак у Француској
Франкове трупе су 28. марта 1939. године заузеле Мадрид, што је означило крај грађанског рата и тада је велика маса народа, међу којима и око 10.000 бораца Интернационалних бригада, кренула ка шпанско-француској граници. Одмах по преласку границе, Французи су их смештали у сабирне логоре — Сен Сепријен и Аржелс, у којима је тада било смештено око 150.000 људи. Након три месеца, борци Интернационалних бригада су били пребачени у новоподигнути логор „Гирс“, који се налазио на путу између места По и Бајон. Након што је Бранко мало прездравио, са ноге му је био скинут гипс и упућен је у логору „Грис”, где се тада налазило око 300 добровољаца из Југославије, које власти Краљевине Југославије нису хтеле да врате назад у земљу, па су били приморани да остану у логору. Они су били смештени у шест барака. Иако у логору, они су наставили са веома живим активностима. Командант свих интербригадиста у овом логору био је Љубо Илић, командант интербригадиста из Југославије био је Франц Розман Стане, а командант дела логора у коме је био Бранко био је Коста Нађ. Такође, у логору је деловао партијски комитет КПЈ, чији је секретар у почетку био Ратко Павловић Ћићко, а потом Иван Гошњак. Постојао је и логорски комитет чији је члан био Бранко Крсмановић. У бараци, у којој је боравио Бранко, имали су један радио преко кога су пратили вести из Београда, Москве и Лондона. Заједно са Мирком Ковачевићем, Лазаром Латиновићем и др Благојем Нешковићем, Бранко је био у групи која је боравак у логору користила за изучавање историје Комунистичке партије Југославије.
Један број југословенских добровољаца, имао је утицајне рођаке и пријатеље у Југославији, преко којих је могао да добије дозволу за повратак у земљу, али је Комунистичка партија Југославије дала директиву да нико појединачно не напушта логор и да се не враћа у земљу, како би се због већег броја добровољаца у Француској, извршио притисак јавности на власт у Југославији да дозволи повратак свима. Након што је септембра 1939. године у Европи избио Други светски рат, живот у логору је постајао све тежи — дошло је до забрана посета, примања новина и књига, а била је пооштрена и цензура писама. Почетком 1940. године, КПЈ је донела одлуку да се из логора свако извлачи и враћа у земљу како год може. Излазну визу је међу првима у мају 1940. добио др Ђура Мештеровић, а убрзо за њим и Бранко. Док су се они припремали за одлазак изненада једне ноћи, заједно са још десетак логораша, су били пребачени у логор „Верне“. У међувремену Силе Осовине су напале Француску, па је циљ власти био да све логораше за које су поуздано знали да су комунисти, пребаци у логор „Верне“. У овом логору су владали знатно лошији услови у односу на логор „Гирс“, а покушај бекства се кажњавао смрћу.
После окупације Француске, јула 1940. године и стварања Вишијевске Француске, на чијој су се територији налазили логори са интербригадистима, попустила је контрола логора и Ђура Мештеровић је први успео да напусти логор и крајем октобра 1940. је дошао у Марсељ. Убрзо за њим, почетком новембра логор су напустили и други интербригадисти, међу којима су били Славко Чолић и Бранко Крсмановић. Недуго потом, Бранков друг из Прага Лазар Латиновић је у Марсељу организовао прихватни центар за југословенске добровољце. Организовао га је уз помоћ власнице једног малог хотела, која је била из Југославије и њене ћерке Нинет. За време боравка у Марсељу, Бранко је покушавао да пронађе начин да се врати у Југославију. Истовремено његова породица упорно је покушавала да га извуче из логора и доведе кући у Параћин. Бранков друг Ратко Павловић, који је априла 1940. успео да се из логора врати у Југославију, посетио је Бранкову породицу и његовог оца Драгутина посаветовао да Бранку пошаље новац и одело. Преко Ивана Герасимовића, конзула Краљевине Југославије у Марсељу, који је био познаник Бранковог оца, успео је да добије пасош, а потом је чекао на италијанску транзитну визу.
Чекајући на италијанску визу, Бранко је заједно са својим друговима, међу којима су били — Ђура Мештеровић, Драгиша Луковић, Славко Чолић, Владо Ћетковић и други, боравио у хотелу у коме је Лазар Латиновић организовао прихватни центар. Пошто је била дубока јесен, они су најчешће седели у хотелу и разговарали. Такође, били су и партијски активни, пратили су политичку ситуацију у свету, а посебно ситуацији у Француској и Југославији. Партијски руководилац групе у Марсељу, био је Бранко Крсмановић, а након његовог одласка то су били Драгиша Луковић и Лазар Латиновић. Група у Марсељу била је повезана са партијским руководством у Југославији. Крајем јануара 1941. године Бранко је коначно добио италијанску визу, након чега се укрцао на експресни воз Париз—Атина и кренуо у Југославију.

### Повратак у Југославију
Након пет и по година, Бранко се крајем јануара 1941. године, вратио у Југославију. На граничном прелазу између Краљевине Италије и Краљевине Југославије као шпански добровољац био је ухапшен и спроведен у Београд. У затвору Управе града Београда, познатој „Главњачи“ провео је тридесет пет дана. Ислеђивали су га Светозар Вујковић, шеф Четвртог антикомунистичког одељења Управе града Београда и Ђорђе Космајац, полицијски агент. Почетком марта 1941. године био је пуштен и протеран у родни Параћин. Било му је забрањено да напушта Параћин и сваког дана је морао да се јавља у Среско начелство, а касније му је било дозвољено да се јавља само једном недељно. Недуго после Бранковог доласка у Параћин, из Београда је стигло решење у коме је био обавештен да му је као бившем учеснику Шпанског грађанског рата за место сталног боравка одређена Сребреница, у Босни. Спровођење ове одлуке о упућивању у Сребреницу омео је војни пуч од 27. марта и обарање Владе Цветковић—Мачек, као и одлука нове Владе генерала Душана Симовића о пуштању на слободу свих политичких затвореника, који су се налазили у притвору.
Упркос полицијској забрани кретања ван Параћина и обавезног јављања у полицију, Бранко је наставио са политичким радом. Преко пријатеља, који су имали везе у полицији, набавио је легитимацију с којом је могао слободније да се креће. Повезао се са параћинским комунистима и с њима радио на јачању партијских и скојевских организација на терену Окружног комитета КПЈ за Поморавље, окупљању радничке и средњошколске омладине, стварању нових партијских ћелија и др. Највише је сарађивао са адвокатским приправником Бошком Ђуричићем и професором Миланом Мијалковићем. Бранко је посебно био интересантан младим радницима јер им је причао своја искуства из Шпанског грађанског рата, а највише је сарађивао са радницима Фабрике стакла. Заједно са другим параћинским комунистима, Бранко је био један од организатора демонстрација против потписивања Тројног пакта, 26. и демонстрација подршке војном пучу, 27. марта 1941. године у Параћину. Два дана касније, 29. марта 1941. отишао је у Београд, где је на Чукарици присуствовао саветовању Покрајинског комитета КПЈ за Србију, којим је руководио генерални секретар КПЈ Јосип Броз Тито. Овом саветовању, поред чланова Покрајинског комитета КПЈ за Србију, присуствовали су чланови Централног комитета КПЈ који су се налазили у Београду, као и секретари Окружних комитета и чланови Месног комитета КПЈ за Београд. Тада је дата критичка анализа новонастале ситуације и предложено да се ради на јачању антифашистичког фронта за одбрану земље.
Убрзо по Бранковом повратку у Параћин, 6. априла 1941. године отпочео је напад Сила Осовине на Краљевину Југославију, а већ 9. априла немачке јединице су ушле у Параћин. Као искусан борац против фашизма, Бранко је одмах по окупацији водио разговоре са параћинским комунистима и упозоравао их на опасности које им прете од фашистичких организација попут „Културбунда”, које су фолксдојчери почели да се организују у Параћину. Многе састанке са члановима и симпатизерима КПЈ, Бранко је одржавао у својој кући. У овом периоду, Бранко је активно сарађивао са Бошком Ђуричићем, Радиславом Никчевићем и Јоцом Милосављевићем, а убрзо након окупације, у Параћин је стигао и Петар Стамболић, инструктор ПК КПЈ за Србију који је био одређен за рад на терену Јагодине и Смедеревске Паланке. Априла 1941. године, Бранко је упознао своју нову девојку — Ружицу Милановић, студенткињу медицине, која је била родом из Јагодине, а обављала је дужност партијске курирке. Први сусрет Бранка и Ружице, догодио се на јагодинској железничкој станици, где је по задатку требало да га сачека. Пошто се нису познавали, знак препознавања је био цвет у реверу. Већ при првом сусрету, осетили су блискост па су се након тога чешће виђали.

### Припреме за устанак
На седници Централног комитета КПЈ одржаној у Загребу, 10. априла 1941. године донета је одлука о формирању Војног комитета чији је задатак био да руководи припремом партијских организација и народа за оружану борбу против окупатора. За председника Војног комитета био је постављен генерални секретар КПЈ Јосип Броз Тито, а међу изабраним члановима комитета био је и Бранко Крсмановић. Преко партијских канала, Бранко је био обавештен да се јави Покрајинском комитету КПЈ за Србију, где му је саопштено да је изабран за члана Војног комитета. Ту је сазнао да је Политбиро ЦК КПЈ донео одлуку да се настави са отпором окупатору и да се отпочне припрема за организовање оружаног устанка. Бранко је након тога, почео да ради на окупљању поузданих сарадника, којима је поверавао прве задатке. Један од најпоузданијих Бранкових сарадника био је скојевац Божидар Златковић, који је радио у фабрици штофова. По њему је слао поверљиве поруке Лабуду Ђукићу, Радмили Миљковић, Радиславу Никчевићу и другима. Такође, радио је на организовању ударних група које су се припремале за извршавање ситнијих саботажа и диверзија. На Мајском саветовању ЦК КПЈ, одржаном 4. маја 1941. године у Загребу, донета је одлука да се при свим партијским организацијама формирају Војни комитети, па је при Покрајинском комитету КПЈ за Србију, средином маја 1941. године формиран Војни комитет у који је, поред осталих — Спасенија Цана Бабовић, Сретен Жујовић Црни, Филип Кљајић Фића, ушао и Бранко Крсмановић. Задатак овог комитета био је припрема партијских организација за рад на организовању устанка у шта је спадало прикупљање оружја и друге војне опреме, санитетског материјала, организовање људи и војна обука, као и ширење пропаганде и др.
Одмах по формирању Војног комитета при ПК КПЈ за Србију, његови чланови су почели да обилазе Окружне комитете КПЈ и одржавају састанке са партијским руководствима, на којима су били формирани окружни војни комитети и одређивани конкретни задаци за организовање устанка. Поред Параћина и Јагодине, Бранко је свој рад проширио и на друга места у Поморављу. Одлазио је у Смедеревску Паланку, где је био повезан са Љубом Ивошевићем, Бранком Јефтићем и Иваном Мукером; у Азању, где је био повезан са Банетом Јелићем; у Јагодини је најчешће сарађивао са Радом Миљковић, Лабудом Ђукићем, Видом Милосављевић Кевом и др. Такође, одржавао је везе и са Обрадом Стефановићем из Ваљева, Желимиром Ђурићем из Ужица, Гвозденом Пауновићем из Краљева и др. У овом периоду Бранко је често навраћао код породице Милосављевић у Јагодини, чији су сви чланови припадали револуционарном покрету и КПЈ. Приликом обиласка окружних војних комитета и састанака са њиховим руководствима, до изражаја је долазило Бранково војно искуство из Шпанског грађанског рата, где је стекао чин капетана.
Крајем јуна 1941. године, Бранко је пошао у Ваљево да се сусретне са Милошем Минићем, инструктором ПК КПЈ за Србију. Дошавши у Ваљево, у кући доктора Мише Пантића, срео је његовог шурака, а свог друга из Шпаније — доктора Ђуру Мештеровића. Истог дана, 22. јуна 1941. године од једног омладинца су сазнали да је Немачка напала Совјетски Савез. Након овог сазнања, одлучили су да не остају у Пантићевој кући, који је био познати ваљевски комуниста, па су прешли у кућу учитеља Чеде Милосављевића. Приликом састанка са Милошем Минићем, Бранко је примио директиву да треба радити на убрзању припрема за устанак, па је одмах по повратку Јагодину, упозорио виђеније комунисте да се припазе од хапшења и да не бораве код својих кућа. Скоро сви виђенији параћински комунисти су избегли да буду ухапшени, у масовним хапшењима комуниста и њихових симпатизера након 22. јуна. Као шпански добровољац и познати комуниста, Бранко је био један од првих на удару полицијске рације, па је кућа његове породице неколико пута била претресана, а за њим је била расписана потерница. У то време, Бранко се заједно са Јоцом Милосављевићем налазио у оближњем селу Глоговцу. Тих дана у Јагодину је стигао Мома Марковић, инструктор ПК КПЈ за Србију, који је донео јунски проглас ЦК КПЈ.
Пошто је Бранку био онемогућен даљи боравак на овом терену, после састанка са Петром Стамболићем и члановима Окружног комитета КПЈ за Поморавље, крајем јуна 1941. године је прешао у окупирани Београд, где је становао заједно са адвокатским приправником Бором Нешковићем, братом доктора Благоја Нешковића. Током боравка у Београду, радио је на планирању диверзија и саботажа. Заједно са секретарима партијских ћелија београдских поштара планирао је план акције заузимања зграде Поште 2, у близини главне железничке станице. Сарађивао је са Лазаром Симићем, такође шпанским добровољцем, који је вршио израду експлозивних направа за планиране диверзије. Приликом израде једне експлозивне направе дошло је до мање експлозије. Ово се догодило у стану адвоката Фадила Маглајића, код кога је Бора Нешковић био пријављен као приправник. Због страха да Специјална полиција и Гестапо не посумњају на Борину умешаност у овај случај, Бранко га је позвао да са њим пође у Аранђеловац, одакле се потом пребацио у Први шумадијски партизански одред.

### Устанак
Као члан Војног комитета при ПК КПЈ за Србију, Бранко Крсмановић је почетком јула 1941. године почео да обилази окупирану Србију и да ради на организовању првих партизанских одреда. Заједно са Петром Стамболићем, 3. јула 1941. године је отишао у Смедеревску Паланку, где су одржали састанак са тамошњим истакнутим комунистима — Богосавом Марковићем, Танасијем Младеновићем, Драгославом Ђорђевићем Гошом и Андром Ђорђевићем, на коме је одлучено да се до 6. јула формира Други шумадијски партизански одред, а на истом састанку је био одређен и Штаб одреда. Бранко се налазио на путу за западну Србију, када је 4. јула 1941. године у Београду одржана седница ЦК КПЈ на којој је донета одлука о почетку устанка. Истог дана у Београду је Покрајински комитет КПЈ за Србију формирао Штаб Народноослободилачких партизанских одреда Србије, у чији су састав ушли — Сретен Жујовић Црни, као командант и Никола Груловић, Филип Кљајић Фића, Родољуб Чолаковић и Бранко Крсмановић, као чланови.
Заједно са Миланом Мијалковићем, 5. јула 1941. је дошао у чачански крај, где је са члановима Окружног комитета КПЈ за Чачак радио на стварању Чачанског партизанског одреда. Први састанак одржан је у селу Атеници, а њему су присуствовали истакнути чачански комунисти — Ратко Митровић, Момчило Вилимановић, Милан Бата Јанковић и други. Потом је одржано још неколико састанака на којима су одређени чланови Штаба одреда. Бранко је након тога отишао у ужички крај, где је заједно са Миланом Мијалковићем учествовао на састанцима са члановима Окружног комитета КПЈ за Ужице. Заједно са истакнутим ужичким комунистима — Желимиром Ђурићем, Милинком Кушићем, Добривојем Видићем, Вуколом Дабићем, Јевремом Поповићем и другима учествовао је у организовању Ужичког партизанског одреда. Уместо Сретена Жујовића, 12. јула 1941. године је отишао у село Грошницу, код Крагујевца, где је заједно са Светиславом Стефановићем Ћећом, инструктором ПК КПЈ за Србију, одржао састанак са члановима Окружног комитета КПЈ за Крагујевац на коме је извршено именовање чланова Штаба Крагујевачког партизанског одреда. После низа састанака са руководствима Окружних комитета, Бранко је отишао у Јагодину, где је 23. јула 1941. године на Ђурђевом брду одржан састанак Окружног комитета КПЈ за Поморавље, коме су присуствовали — Сретен Жујовић, Филип Кљајић и Бранко Крсмановић, чланови Штаба НОП одреда Србије и Петар Стамболић, инструктор ПК КПЈ за Србију. На састанку је расправљано о формирању партизанског одреда у Поморављу и одређено стварање пет партизанских чета, које ће чинити Поморавски партизански одред. Бранко је тада уз помоћ Бошка Ђуричића формирао Беличку партизанску чету.
Први састанак Штаба НОП одреда Србије, одржан је 14. јула 1941. године у Аранђеловцу. Састанку су присуствовали сви чланови Штаба — Сретен Жујовић, Никола Груловић, Филип Кљајић Фића, Родољуб Чолаковић и Бранко и на њему је донета одлука да се приступи извођењу крупнијих акција и да чланови Штаба крену у партизанске одреде, ради учвршћивања постојећих и стварања нових одреда. Бранко је након овог састанка отишао у Чачански партизански одред, а потом је крајем јула боравио у Поморављу, где је учествовао у формирању Поморавског одреда. Након повратка на Космај, где се у међувремену пребацио Штаб НОП одреда Србије, био је упућен у Космајско-посавски одред. Овај Одред формирали су Сретен Жујовић и Филип Кљајић, почетком јула и пошто су дејства посавских чета биле усмерене на подручје Посавине, а космајских на Подунавље и околину Младеновца, донета је одлука да се он реорганизује у два засебна одреда — Космајски и Посавски одред. Пошто су Филип Кљајић и Родољуб Чолаковић били упућени у Ваљевски одред, са задатком да раде на успостављању јачих веза и координисању акција између Ваљевског, Чачанског и Ужичког одреда, с циљем стварања слободне територије у западној Србији, Бранко је био одређен да испред Штаба НОП одреда Србије присуствује полагању заклетве новоформираног Космајског партизанског одреда, 31. јула 1941. године. Одред је тада имао две чете са укупно 94 борца и постизао је велике успехе у акцијама на простору Космај—Смедерево—Београд. Посебно се истакла акција у селу Стојнику, код Сопота 3. августа 1941. када је Одред извршио напад на жандармеријску станицу, разоружао жандарме и потом спалио општинску архиву, након чега је одржан збор на коме су говорили Брана Аксентијевић и Драгослав Марковић. Приликом збора у село је упала група жандарма и Немаца, али су их партизани приморали на повлачење ка Манићу и Бељини. Овај догађај је пресудно утицао на Немце да 8. августа 1941. изврше опсаду Космаја с циљем уништења партизана.

### Погибија
Генерал Паул Бадер, командант 65. више команде за посебну намену је 5. августа 1941. године у Београду сачинио план опкољавања и уништења партизанских снага на Космају. Ова акција добила је шифровани назив „Баден” и била је поверена јединицама из 704. и 714. дивизија. Укупан број ангажованих немачких снага је износио око осам хиљада војника и официра, а за њиховог команданта био је одређен генерал-мајор Фридрих Штал, који је тим поводом свој штаб пребацио из Тополе у Сопот, а ту је био и шеф Комесарске управе Милан Аћимовић са групом комесара, јер је у блокади Космаја учествовало и неколико стотина жандарма.
У току Априлског рата 1941. године, на Космају су се налазиле јединице Југословенске војске, које су након капитулације на овом терену поред војне опреме и наоружања оставиле и приличан број војних коња. Мештани из околних села су ове коње присвојили, па су они тако добили назив „пленски коњи”. Након окупације, окупационе власти су наредиле сељацима да предају све што је остало иза бивше војске, па тако и коње. Ова наредба је неколико пута неуспешно понављана, а након формирања партизанског одреда на Космају, део коња је припао партизанима, док је остатак остао код сељака. Партизани су од почетка водили кампању против предаје „пленских коња” окупаторским властима, које су изнова понављале ову наредбу. Пошто је према последњој наредби рок за предају „пленских коња” био 8. август Штаб Космајског одреда је својим четама наредио да обилазе села и спрече сељаке у намери да врате коње. У селу Малој Иванчи, налазио се Штаб одреда са Младеновачком партизанском четом, која је имала задатак да спречи предавање „пленских коња” из села Кораћице, Пружатовца и Велике Иванче. Група од десетак бораца Младеновачке чете, ујутро 8. августа 1941. године кренула је ка Великој Иванчи. Заједно са овом групом кренули су Бранко Крсмановић и Миливоје Радосављевић, специјални курир Ваљевског партизанског одреда, који је претходног дана дошао у Штаб одреда са задатком да Бранка отпрати до Ваљевског одреда, где су га чекали Филип Кљајић и Родољуб Чолаковић. Они су пошли са овом групом с циљем да се пробију до железничке станице у селу Копљару и ту укрцају на воз којим би продужили ка Лајковцу. Такође, у овој групи су били командир Младеновачке чете Милан Милисављевић Жућа и политички комесар Одреда Јован Јерковић.
У близини Велике Иванче, ова група је наишла не јаке немачке снаге и почела је да се повлачи. Приликом повлачења наишли су на остале групе Младеновачке чете, који су такође пошле по селима у акцију против предаје „пленских коња”. Видевши јаке немачке снаге, Штаб чете је одлучио да се делови чете повуку ка врху Космаја, не знајући да је у току непријатељска акција чишћења овог терена. У међувремену, Штаб Космајског одреда је преко Милене Борић, чланице КПЈ из Младеновца која је била задужена да одржавање везе са Одредом, сазнао да се у Младеновцу прикупља велики број Немаца с циљем да опколе Космај. Команданту одреда Милету Тодоровићу ова вест се учинила мало преувеличаном јер је јављено „да долази на хиљаде Немаца“. Иако је сумњао у реалност вести он је успео да о офанзиви обавести све чете, изузев делова Младеновачке чете, који су се тада већ нашли у самом центру немачке опсаде, док се остатак Одреда склонио у шуми Гај у подножју Космаја. На врху Космаја дошло је до сукоба између делова Младеновачке партизанске чете и јаких немачких снага. Претпостављајући да се ради о јачим партизанским снагама, Немци су врх Космаја и падину према Кораћици тукли јаком артиљеријском и минобацачком ватром, а десетак тенкова је преко Кораћице било упућено ка врху Космаја. Партизане су предводили командир Младеновачке чете Милан Милисављевић Жућа, капетан друге класе бивше Југословенске војске и Бранко Крсмановић. Они су сачекали Немце на кратком одстојању и отворили ватру, а потом су их засули бомбама у нади да ће створити пролаз кроз непријатељске редове. Тада је страдало више немачких војника, а посебно се истакао командир чете Жућа који је први отворио ватру из свог пушкомитраљеза. У овој борби погинуло је неколико партизана, међу којима су били Бранко Крсмановић и Миливоје Радосављевић, док је Милан Милисављевић Жућа извршио самоубиство последњим метком. На месту борбе и њихове погибије, на врху Космаја је 1971. године на тридесету годишњицу формирања Космајско-посавског одреда подигнут монументални Споменик Космајском партизанском одреду, рад вајара Војина Стојића.
Преживели део партизанских бораца из групе Младеновачке чете, покушао је након борбе на врху Космаја, да се пребаци на његову западну страну, према Тресијама, али је већина изгинула у сукобу с Немцима. Политички комесар Одреда Јован Јерковић, који се налазио у овој групи попео се на једно дрво и у његовој крошњи остао до завршетка офанзиве. Остали, који су успели да изврше пробој потом су се према претходном договору нашли у селу Парцану, код куће Радета Јовановића. Према немачком извештају, у блокади Космаја погинуло је 18, а заробљено 13 партизана. Тела већине погинулих партизана, по наређењу Немаца сељаци из Рогаче су однели у Сопот, где су ради препознавања и застрашивања грађана били изложени неколико дана, а касније су сви лешеви погинулих били донети у Сопот и сахрањени у заједничку гробницу на сопотском гробљу. Међу заробљеним партизанима, налазили су се — Ратко Јевтић, из села Дрлупе и Велимир Јовановић, из села Парцана, који су били међу петорицом талаца које су Немци 17. августа 1941. године обесили на Теразијама.
У извештају Штаба Космајског партизанског одреда Штабу НОП одреда Србије од 28. августа 1941. године помиње се погибија Бранка Крсмановића:
| „ | Бранко Крсмановић и курир који је био са њим ноћили су у нашем логору. У 6 часова су кренули са полит. ком. и са још 4 партизана у Иванчу, одакле је требало да пођу њих двојица у Копљаре, ради хватања воза за Ваљево. Ту су се срели са Немцима и били принуђени да се врате у Космај, где су се нашли у борби. Даље о њима не знамо ништа. Идентификовали смо 5 партизана из и 4 из бивше чете, која се такође нашла због акције по питању коња код Космаја и повукла се у Космај за време борбе. Бранка нисмо нигде идентификовали. Знамо да су Немци накнадно донели у Сопот још 3 погинула партизана, али нисмо успели доћи до њих. Осим тога било је случајева да је цело лице разнесено гранатама, а скидани су голи тако да ни по оделу не може се препознати. | ” |

Због немогућности да се пронађу и идентификују Бранкови посмртни остаци, накратко је владало мишљење да он није погинуо. Вест о његовој смрти објављена је тек у „Билтену Врховног штаба” од 1. октобра 1941. године. До Бранковог друга Мирка Спасића дошао је један примерка овог Билтена и он је тако сазнао да је Бранко погинуо. Он је био први који је породици Крсмановић јавио вест о Бранковој погибији. Ипак и тада су међу члановима породице, постојали одређени отпори да се поверује у ову вест сматрајући да је Бранко с намером организовао да се објави вест о његовој смрти, како би породицу поштедео репресалија окупатора и квислиншког режима, пошто му је отац Драгутин био затворен као талац.

## Народни херој
Одлуком Председништва Антифашистичког већа народног ослобођења Југославије (АВНОЈ), а на предлог маршала Југославије Јосипа Броза Тита, на дан капитулације Трећег рајха 9. маја 1945. године за осведочена херојска дела на бојном пољу Бранко Крсмановић проглашен је за народног хероја Југославије. Истом одлуком, за народне хероје проглашена су још двојица шпанских добровољаца — Милан Благојевић и Ратко Павловић Ћићко, Бранков друг из Прага.
Још пре званичног проглашења за народног хероја, Бранко Крсмановић је био третиран као партизански херој, па је након његове погибије у „Билтену Врховног штаба“ бр 7-8 из октобра 1941. године у одељку „Пали у борби смрћу хероја” забележена и његова погибија:
| „ | У борби је пао смрћу хероја друг Бранко Крсмановић, члан Главног штаба партизанских одреда за Србију. Својом храброшћу и војном вештином, друг Бранко се истакао још у Шпанији као члан славних Међународних бригада. Све своје искуство из времена борбе у Шпанији он је данас ставио у службу ослободилачке борбе српског народа и баш зато његова смрт представља велики губитак за његов народ и његову Комунистичку партију, чији је члан био више година. | ” |

Године 1949. родна кућа Бранка Крсмановића у Доњој Мутници, код Параћина је проглашена за споменик културе. Ова кућа је једно време служила као спомен-музеј, а део се користио као сеоска библиотека и читаоница, али данас није у употреби. На спољној фасади куће је постављена спомен-плоча са посветом Бранку Крсмановићу — У овој кући рођен је 3. X 1915. године шпански борац и народни херој Бранко Крсмановић који је погинуо као организатор устанка народа Србије 8. VIII 1941. на Космају. Спомен-плоча посвећена Бранку постављена је и на кући у Параћину, у којој је живела његова породица након пресељења у овај град. Такође, у кругу фабрике за прераду вуне, која је носила име Бранка Крсмановића подигнута је спомен-биста. У оквиру прославе четрдесете годишњице устанка, на Дан победе 9. маја 1981. године, на шеталишту у центру Параћина откривен му је монументални споменик рад вајара Ота Лога.
Име Бранка Крсмановића од оснивања децембра 1945. године носи Академско културно уметничко друштво „Бранко Крсмановић” (познато и под скраћеним називом „Крсманац”). У Општини Параћин налазе се две основне школе са његовим именом — основна школа „Бранко Крсмановић” у Доњој Мутници и основна школа „Бранко Крсмановић” у Сикирици. У дворишту обе школе налазе се спомен-бисте Бранка Крсмановића. Основна школа у Доњој Мутници има истурена одељења у селима — Горња Мутница, Извор, Клачевица, Лешје и Плана, док основна школа у Сикирици има истурена одељења у селима — Бусиловац, Горње Видово, Дреновац, Крежбинац и Ратаре.
Име Бранка Крсмановића носила је и касарна Југословенске народне армије, Војске Југославије и Војске Србије у Параћину, која је постојала до 2011. године. Ова касарна остала је упамћена по трагедији, која се у њој догодила септембра 1987. године. Данас име Бранка Крсмановића носи више од 20 улица широм Републике Србије, а нека од тих места су — Београд, Врање, Јагодина, Крагујевац, Лесковац, Ниш, Параћин, Пожаревац, Ћуприја и др.